# 琵琶湖大橋
琵琶湖大橋（びわこおおはし）は、滋賀県大津市と同県守山市の間で琵琶湖に架かる国道477号の橋。1964年（昭和39年）9月に2車線で供用を開始した後、1994年（平成6年）7月の4車線化によって、下り車線橋（旧橋）と上り車線橋（新橋）の2本で構成されている。
琵琶湖大橋有料道路の一部として滋賀県道路公社が管理している。料金徴収業務等は、民間事業者に委託されている。
琵琶湖は当橋を境に北側は「北湖」または「太湖」と呼ばれ、南側は「南湖」と呼ばれる。

## 概要
琵琶湖の東西を行き来する所要時間の短縮、観光の促進を目的として1964年（昭和39年）9月28日に開通した。橋をはさんで琵琶湖の西側にある国道161号（湖西道路）と、東側にある国道1号・国道8号・名神高速道路とを接続する。
中間部は橋桁の下を船舶が航行できるように両端よりも高く、最高地点では水面から26.3 mとされていて、橋脚の間隔もほかより広く、最大で140 mとされている。上下2車線ずつの4車線の車道が敷設されている。橋桁は上下線で分離されていて、橋梁部の長さは上り車線橋（守山市から大津市方向）が1400m、下り車線橋（大津市から守山市方向）が1350mである。橋を遮るものは何もなく、特に強風時は体力の消耗につながるため自転車で走行するのは避けるのが無難である。
歩行者、自転車は無料で通行できるが、原動機付自転車や自動車などの車両には通行料がかかり、料金所（琵琶湖大橋有料道路管理事務所）は守山市側に設けられている。
交通量は1998年（昭和63年）以降、1日あたり3万台から3万5千台の間を推移している。建設費用は約349億円で、当初料金徴収期限は2021年9月27日とされていた。徴収期限の前に無料化することも議論されてきたが、2015年6月24日に滋賀県知事（当時）の三日月大造が、料金値下げも検討するとしつつ有料継続を正式表明した。周辺道路の渋滞解消や国道161号（湖西道路）の4車線拡幅計画に対応するため、琵琶湖大橋に近い区間の取付道路の四車線拡幅（水保町中野交差点 - 湖西道路真野IC）、琵琶湖大橋基礎部分の耐震補強、ETCレーンの整備などの事業を進めるため料金徴収期限が2029年8月4日に延長されるとともに、2016年4月1日には料金値下げが実施された。2021年には当初見込みより必要経費が60億円増額となったため、料金徴収期限が2034年10月22日までに延長されることが決定した。さらに2025年には料金徴収期限が2047年1月21日までに再度延長されることが決定している。
2023年（令和5年）9月には下り線が土木学会選奨土木遺産に認定された。
路線バスは、西日本旅客鉄道（JR西日本）湖西線堅田駅と琵琶湖線守山駅を結ぶ路線などが、当橋を経由する。

### 通行料金
料金は「償還主義の原則」（料金収入によって建設費を含む総費用を償わなくてはならない）および「便益主義の原則」（道路の利用により通常受ける利益の限度を超えない料金にしなければならない）に基づいて定められている。1991年度から適用されている料金はう回路の最短距離である国道1号 - 近江大橋 - 国道161号（現:滋賀県道558号高島大津線）を通過するルートと比較して定められている。なお、この道路では交通量の増大によって工事による追加投資事業が行われているため、たびたび料金徴収期間が延長されてきた。
- 軽自動車等 - 100円
- 普通車 - 150円
- 大型車 (1) - 200円
- 大型車 (2) - 500円
- 軽車両等 - 10円（歩行者・自転車は無料）

2019年2月1日よりETCの運用開始、ETCレーンを利用すると通行料が全車種20%値引きとなる。
ETC運用開始前までは回数券（11回、60回、100回）があったが、現在は廃止されている。
なお、琵琶湖大橋が4車線になった1991年（平成3年）4月から2016年（平成28年）4月までの料金は以下のとおりである。
- 軽自動車等 - 150円
- 普通車 - 200円[8]
- 大型車 (1) - 300円
- 大型車 (2) - 700円
- 軽車両等 - 20円（歩行者・自転車は無料）

## 歴史

### 建設に至るまで
古来より琵琶湖を利用した湖上輸送が発達してきたが、道路交通の発達によりかつての湖上輸送が顧みられることが少なくなった。琵琶湖が滋賀県を東西に二分する存在となり、水資源や観光・漁業などの観点以外からは琵琶湖の存在が県勢の発達の障害になった。特に湖西地域は県の政治、文化、経済の中心から離れて停滞不振となり、県内の中では最も後進的な地域だったとされる。県民1人あたりの所得で比べると、湖西地区は県平均の76%程度だった。そのため、滋賀県は地域格差を是正すべく琵琶湖の対岸どうしの距離が最も短い滋賀郡堅田町と野洲郡守山町（いずれも当時）の間に架橋することを計画した。
1956年（昭和31年）7月に「木ノ浜堅田間架橋促進期成同盟会」が設立され、さらに滋賀県知事の諮問機関である滋賀県観光事業審議会において琵琶湖横断橋の架設と周辺の観光施設の整備を重点的に取り上げるよう要請があった。ここで架橋運動が盛んになり、滋賀県ははじめに琵琶湖大橋架橋の前提となる滋賀県道503号守山堅田線の認定に至った。滋賀県は路線の認定と並行して、架橋に関わる調査を進め、建設省や日本道路公団（いずれも当時）に対して琵琶湖大橋を有料道路として建設・管理するよう要請した。しかし、1962年（昭和37年）4月になり滋賀県が独自に有料道路として建設するよう方針を変更した。
なお、1960年（昭和35年）の琵琶湖総合開発協議会で堅田・守山間に締切ダムを設置し、その上に道路を通せば経費削減できるという意見が出されたが、滋賀県はダムによって琵琶湖を分断し、湖の水位が低下することは反対とし、ダム建設とは分離して架橋計画を進めた。
地質の特徴として、架橋地点付近は湖底下11 - 23 m厚の沖積層は軟弱な粘土質のシルト層であり、この下の新期洪積層は密な細砂層という構成の比較的安定した支持層であった。一方で、取付道路の土質は堅田側では一般的に砂質シルトで安定しているが、守山側では橋台付近では非常に不安定であった。
経済調査や地質調査などの諸調査がまとめられ、これに基づいて技術的および経済的に架橋の可能性が明確となった。
橋梁の幅員は、橋を通る路線は当時一般県道であったが、国道並みの水準に整備する方針となった。また、開通当初の1日あたりの交通量は500台、22年後（当時の償還計画完了年）には3500台と予測されており、この需要にこたえられる幅員にする必要があった。その結果、道路構造令に基づき車道幅は往復2車線分で6.5 mと決定された。また、計画当初は両側に歩道を1.5 m ずつ整備することが考えられていたが、歩行者交通量の需要が少なく償還計画に負担となること、また仮に歩行者が多く自動車等の交通に支障を与えることとなれば有料道路の性質上歩行者を通行止めにすることができることを理由として設置しないことに決まった。歩道を設置しないことで、両側に路肩を0.25 mずつとって全幅7.0 mと決定された。
縦断線形は航路空間の確保が考慮に入れられた。当時、湖上で最大の船舶であった「はり丸」について検討した結果、幅120 m・高さ20 mの桁下余裕高を堅田側に設ける必要があると分かった。また、最小桁下余裕高は湖面の異常上昇1.5 m、波浪2.0 mの計3.5 mが必要と想定され、これをもって設計すれば遊覧船以外の船舶のほとんどが航行可能だと判断された。
橋梁の上部構造は内外からの見た目や施工の容易さから上路式（デッキ型式）が選定された。主径間部は三径間連続鋼床版箱桁として、径間割りは90 m+150 m+90 mとし、側径間は42 mの単純合成桁を24径間設けることで決定した。下部構造は地盤が比較的軟弱なため、軽い構造を採用した。また、橋脚はラーメン構造で美観を保護するため隔壁を設けることとなり、基礎は軟弱な地盤を考慮して杭基礎が採用されることとなった。
琵琶湖大橋の建設は初め滋賀県の総務部企画課と土木部道路課が担当にあたった。その後、1962年（昭和37年）10月1日に「琵琶湖大橋建設室」が設置された。

### 建設から開通まで
1962年（昭和37年）11月5日に京阪丸を建設予定地に停留させ、船上で起工式が行われた。
その後、1964年東京オリンピックに間に合うよう約2年で完成させる目標が建てられ、建設工事が急ピッチで進められた。
1962年（昭和37年）12月に建設資材を搬入するための工事用道路として堅田側の取付道路から工事が始まった。地質は地下水位が高く含水量が多いので、粘性土のかく乱を避けつつも路盤に適した道路用の砂質性土砂を転圧しつつ5 mの高さまで盛土した。堅田側では道路用として取得された土地は最低限であったため、擁壁を用いて土留めを実施した。取付道路により遮断された農道や水道に対してはコルゲートパイプを設けた。守山側は堅田側に準じて取付道路の建設が行われたが、圧密沈下が想定されたため路体の早期築造によって促進を行った。
取付道路の施工開始から同時期に杭打台船が建設予定地の湖上に到着し、基礎杭設置の準備が完了した。1963年（昭和38年）2月には工事測量を湖上にある架橋予定地点で実施した。その直後に大径鋼管杭の第1号が現場に搬入され、準備が整い次第すぐに打ち込みが開始された。1963年（昭和38年）の春から夏の間に杭が打ち込まれ、次第に橋脚の建設も始まった。この工事によって日本で最初の大口径鋼管杭を打ち込むため、世界で初めての振動式杭打機を用いた工法を採用した。ハンマーを用いた従来工法では振動や騒音が大きく、杭の損傷が大きくなる欠点があった。橋脚は軟弱な地盤の上に設置するため重量を軽くする必要があり、形状は上部構造とのバランスを考慮してラーメン形式・壁式・杭ラーメン式が採用された。ラーメン形式のものには耐震と景観により隔壁を設けた。水中施工は大きな費用を要するので、それを避けるため水中ではなく大径鋼管杭の上に鉄筋コンクリートでフーチングを設けた。さらに船舶との衝突などで杭基礎が損傷しないよう、フーチング部の周辺にはPC板を設けた。
下部工で出動した船舶は、杭打台船1隻、クレーン船3隻、コンクリート注入船1隻、資材搬入船1隻、曳航船2隻であり、あたかも海戦を彷彿とさせる工事現場だったという。
1963年9月からは当初の工程通りに上部構造の設置段階に入った。合成桁の設置にあたってはクレーン船に加え、ケーブルクレーンが用いられた。仮組検査が最初に終了した第1号の合成桁が搬入されたのは同年10月6日で、12月5日から架設が開始された。この年内には橋桁9基の架設が終わり、当初の予定通りに工程が進んだ。年が明けた1964年（昭和39年）には高張力ボルトの締付、架設用鉄塔の設置、ケーブルの緊張作業が行われるが、その間に三径間連続鋼床版箱桁の側径間が工場で製作が進められていた。仮組が3月26日、搬入が4月9日に行われ、堅田側、守山側に順番に架設が行われた。施工中の6月2日には高松宮宣仁親王と宣仁親王妃喜久子が視察に訪問された。続いて、延長140 mの三径間連続鋼床版箱桁の中央径間が製作・仮組・動的試験が進んで6月16日に搬入された。6月21日から7月7日にかけて架設が行われ、7月9日に高張力ボルトの締付が完了した。
1963年7月15日に最後の合成桁の架設がすべて完了し、堅田と守山の間が連結された。その後、供用開始までの約2ヶ月で床板・高欄・舗装・塗装などの工事が突貫で行われた。高欄の設置にあたっては特殊な曲線をした形状であり、設置時は特注の器具が用いられた。鋼床版の上の舗装は転圧を必要としないが舗設温度が200℃ - 270℃と高温で、アスファルトとフィラーを多く使用する代わりに砂が少ないグースアスファルト舗装が採用された。舗装に先立ってゴム混じりのアスファルトを塗布することで防水性や付着性の向上を図った。合成桁の上の舗装は他の橋梁でも採用されていた下層が密粒式アスファルト、修正トペカを表層とする2層式が用いられた。取付道路では特に守山側の圧密沈下の懸念があり、道路用メッシュ入りコンクリート床版を敷いたうえでソイルセメントを打設して基層とした。
開通式は1964年（昭和39年）9月27日に行われ、翌日の9月28日0時に供用が開始された。同日に国道8号から琵琶湖大橋の取付道路も開通した。当時は日本最長の有料橋であり、径間距離も安治川大橋（国道43号）をしのいで日本一であった。
開通当初、料金所は堅田側の国道161号から340 mの部分と守山側の橋台から114 mの位置に設置された。堅田側の料金所は運転者が圧迫感を感じないためゆるやかなカーブをつけた構造だった。守山側の料金所は鉄骨構造で近代的な軽快さを持たせ、コバルトブルーとホワイトカラーによる色調で道路や橋梁との調和を図った。堅田側の料金所に併設して管理事務所が設けられ、琵琶湖大橋の状況を把握できるように事務所全面はガラス張りとした。
堅田側には駐車場が設けられ、当初はバス40台・乗用車180台の駐車場が設けられた。休憩施設（現在の道の駅びわ湖大橋米プラザ）は民間会社による経営によるレストハウス・売店と県営の有料休憩所が設置された。また、将来的にはプールの併設も予定されていた。そして、湖上を遊覧する船舶や遊覧ボートのための桟橋が設置された。

### 開通後
琵琶湖大橋の供用開始日をもって「滋賀県琵琶湖大橋有料道路管理事務所」が設置され、同年の10月31日に「琵琶湖大橋建設室」が廃止された。そして翌日の11月1日に管理事務所を土木部監理課の所属機関とした。
琵琶湖大橋の開通後、周辺の開発計画が著しく、特に国鉄湖西線などの建設によってさらに交通量の増加が予想された。そのため、堅田側の料金所のゲートを拡幅し、また守山側の取付道路の9.8 km が有料道路として編入されることになった（事業費1.7億円）。
開通後は堅田側・守山側の両方で駐車場・ホテル・遊園地などの観光施設の建設が行われ、京阪神・中京方面から多くの観光客が訪れる結果となった。1969年（昭和44年）の年間交通量は約134万台であった。1日当たりの交通量で3665台に達したため、開通前の試算である1日あたり706台より大幅な需要があったといえる。1977年（昭和52年）から1980年（昭和55年）にかけて橋梁の両側に歩道が設置される工事が行われ、それと並行して取付道路の歩道整備や交差点改良が行われた（事業費13.7億円）。また、1982年（昭和57年）から1988年（昭和63年）にかけて国道161号（現：滋賀県道558号高島大津線）交差点から湖西道路真野ICなどの琵琶湖大橋有料道路の区間が延伸され、同時に歩道の工事も行われている（事業費45億円）。
琵琶湖大橋の東側には1980年代から高層マンションやリゾートホテルが建ち、別荘地として分譲もはじまった。さらに総合保養地域整備法によって滋賀県が1990年に定めた琵琶湖リゾートネックレス構想によって琵琶湖大橋東詰の地区が重点整備地区に指定された。

### 4車線拡幅
琵琶湖大橋は琵琶湖の東西の交通をスムーズにさせ、琵琶湖の観光名所としても欠かせないものとなった。しかし、琵琶湖大橋に連絡する国道や周辺道路の交通量が増加し、起終点付近では交通混雑が日を追うごとに著しいものとなっていった。そこで、1989年（平成元年）から琵琶湖大橋の4車線化に着手するようになった。大津方面行きが旧橋、守山方面行きが新橋を用いている。
工事に先立って再び土質調査が行われ、著しい互層状となり複雑な地盤であると結果が得られた。なお、複雑な地形を鑑みて、施工時には大津市側・守山市側の各5か所でボーリング調査が行われた。1日あたりの計画交通量の推定も行われ、2000年（平成10年）度には25,200台、償還期間（当時）の最終年である2023年（令和5年）度は26,400台と推定された。さらに、環境対策として地圏・水圏での影響が評価され、同時に景観の検討も実施されている。
琵琶湖大橋を管理している滋賀県道路公社では、4車線化工事に着手にあたって1988年（昭和63年）度に道路公社工務部に琵琶湖大橋建設準備室を設け、その後工務部から独立した琵琶湖大橋建設事務所を設置して本格的に事業を進めた。
新設する橋梁は、航路部が3径間連続鋼床版箱桁が1連、それ以外の部分が5径間連続日合成鈑桁が5連と単純プレテンPC桁が1連設置されることになった。航路部の構造は旧橋と同じであるが、航路部以外の部分は走行性・耐震性・経済性を考慮して構造が異なる。
施工にあたって、大部分が湖上の難易度が高い工事となり、特に鋼管矢板基礎工は緻密な精度が要求されるため測量台を4か所と補助測量台を各橋梁ごとに設置した。供用している旧橋に大きな影響を与えないよう、旧橋の水平変位・鉛直変位・傾斜を観測したが、施工中それぞれの変位は計測誤差の範囲内に入り旧橋の橋脚に異状が見られなかった。また、琵琶湖の水質を保全するため、橋脚部周囲に汚濁防止膜を展張することで濁質の拡散を防ぎ、施工期間は現場周辺の水質検査を行った。工事用船舶による施工が不可能な水深の浅い場所は桟橋を仮設し、桟橋を設けた区間と工事用船舶を用いる区間を同時施工することで工期の短縮を図った。
橋梁の基礎は旧橋が多柱式鋼管杭基礎に対し、新橋は鋼管矢板井筒基礎を採用している。基礎の打ち込みは中堀工法により行い、鋼管矢板は水面上まで立ち上げてその頂部に頂版や躯体を設置する立ち上がり方式での施工が行われた。基礎本体を仮締切壁として兼用し、頂版や躯体の構築後は切断した。水位の変動によって鋼管矢板がそのまま見えることがあるため、後の工程でフーチングの下部にコンクリートPC板を設けて景観に配慮した。防食のため、ポリエチレン被覆防食による重防食が行われている。基礎のコンクリートは水中での打設となるので分離しないよう混和剤としてAE減水材・高性能減水材に加え水中不分離性混和剤が用いられた。鋼管矢板基礎の頂版は、鋼管矢板の側面に頂版を配するように設置した。
下部工は型枠受支保工の設置を行い、フーチングを設置し、橋脚部の設置の順に行われた。コンクリート打設は最大高さ4 mを限度として行い、4回ないし5回に分けて打ち込みを行った。工事用船舶を用いて施工する区間では、打設に用いる生コンクリートを含んだアジテータトラック2台と打設用のコンクリートポンプ車1台を船舶で施工現場に運送した。
上部工は材料を加工したものを仮組立し、それを一度解体したのちに塗装して現地に発送した。架設時は大半の区間はベント工法によってクローラークレーンを用いて設置したが、最も高くなる部分のみはクローラークレーンを用いたキャンチレバー工法で架設した。
新旧の橋梁が並列することで振動応答が変化するため、落橋防止で新橋・旧橋の両方に制振プレートがそれぞれ水平方向の外側に向けて設置された。
この4車線化工事に伴い、管理事務所や料金所は大津側にあったものを撤去し、守山側に統一して施設の充実化を図った。橋上の交通や料金所の状況を把握できるよう管理事務室を全面的に道路側に配置した。この料金所付近には1995年（平成5年）に開催された琵琶湖現代造形展の作品と守山市のなぎさ公園にあった「おまん灯籠」を移設した。
転落防止柵や照明灯、植樹帯などは景観に配慮されており、車庫や倉庫は管理事務所と色彩を統一するなど修景への配慮が行われた。
橋梁の工事に並行して、滋賀県道2号大津能登川長浜線と滋賀県道42号草津守山線の改良工事も滋賀県道路公社の下で行われることとなった。

### 2000年代以降
2009年（平成21年）3月14日に東行き橋梁の追越車線の一部に、約60 km/hで走行するとタイヤの振動音で琵琶湖周航の歌が流れる仕組みのメロディーロードが約600 mにわたり設置された。橋でのメロディーロードの設置は日本で初めてである。
2019年（平成31年）2月1日からETCが導入された。最初の計画では2019年4月から導入される予定であったが、工事完了が早くなることから導入が2か月早くなった。往復8レーン中、4レーンがETCレーンとなっている。また、ETC導入工事と同時並行として、琵琶湖大橋東詰交差点の右折車線を増設する工事が行われている。
2024年度には耐震工事が予定されている。ただ、2023年（令和5年）11月9日にはコンクリート片（重さ2.8kg）が橋のたもとの釣り人の近くに落下して釣竿2本が破損する事故が発生しており、緊急点検と応急措置が実施された。

### 年表
- 1962年（昭和37年）11月5日 - 起工式を挙行する。
- 1964年（昭和39年） 9月28日 - 供用を開始する。
- 1972年（昭和47年）3月8日 - 滋賀県道路公社が設立される[88]。
- 1972年（昭和47年）10月15日 - 管理が県から滋賀県道路公社に移管される[88]。
- 1980年（昭和55年）3月27日 - 両側に幅1.5 mの自転車・歩行者道を設置する[89]。
- 1991年（平成3年）3月29日 - 料金所を守山側に移設する[90]。
- 1994年（平成6年）7月26日 - 北側に新橋が完成し、4車線化拡幅供用を開始する[91]。
- 2009年（平成21年）3月14日 - 橋の一部にメロディーロード設置。
- 2016年（平成28年）4月1日 - 通行料金を引き下げる[92]。これにともない、同年9月30日まで旧来の料金での回数券の払い戻しを受け付けていた[93]。
- 2019年（平成31年）2月1日 - ETCの運用を開始[4][15]。

## 琵琶湖大橋有料道路
琵琶湖大橋有料道路（びわこおおはしゆうりょうどうろ）は、滋賀県栗東市林から滋賀県大津市真野普門町に至る一般有料道路である。取付道路を含めて滋賀県道路公社の琵琶湖大橋有料道路として管理されている。「琵琶湖大橋取付道路」「レインボーロード」と呼ばれる。認定されている路線としては、栗東市林から守山市洲本町までは県道守山栗東線、守山市洲本町から大津市真野普門町まで国道477号である。
はじめは県道503号守山堅田線として認定されていたが、県道栗東堅田線を経て県道栗東大津線になった。そして、1993年（平成5年）に守山市洲本以西が国道477号となって現在に至る。

## ギャラリー

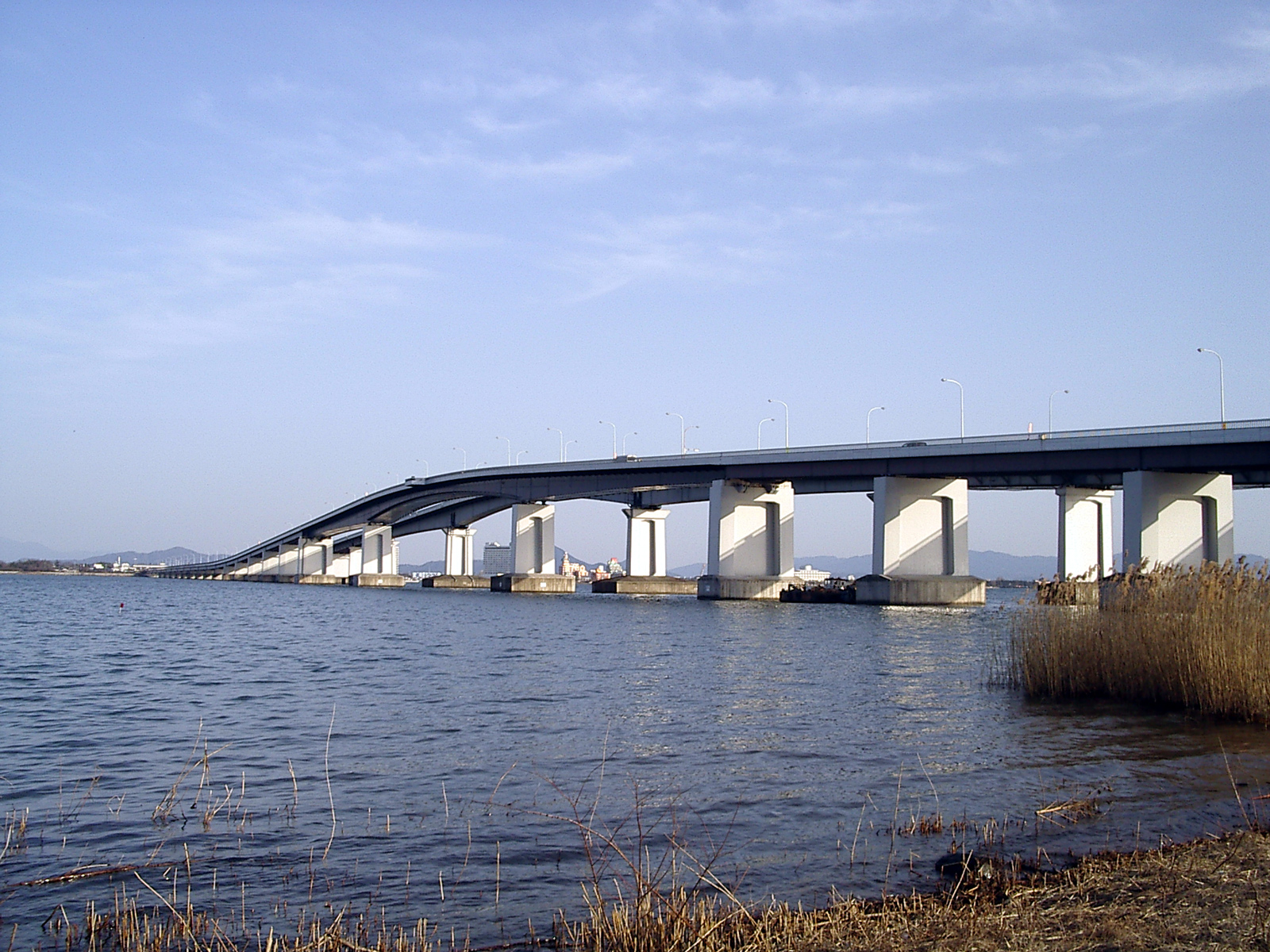
大津市側（北西方向から）
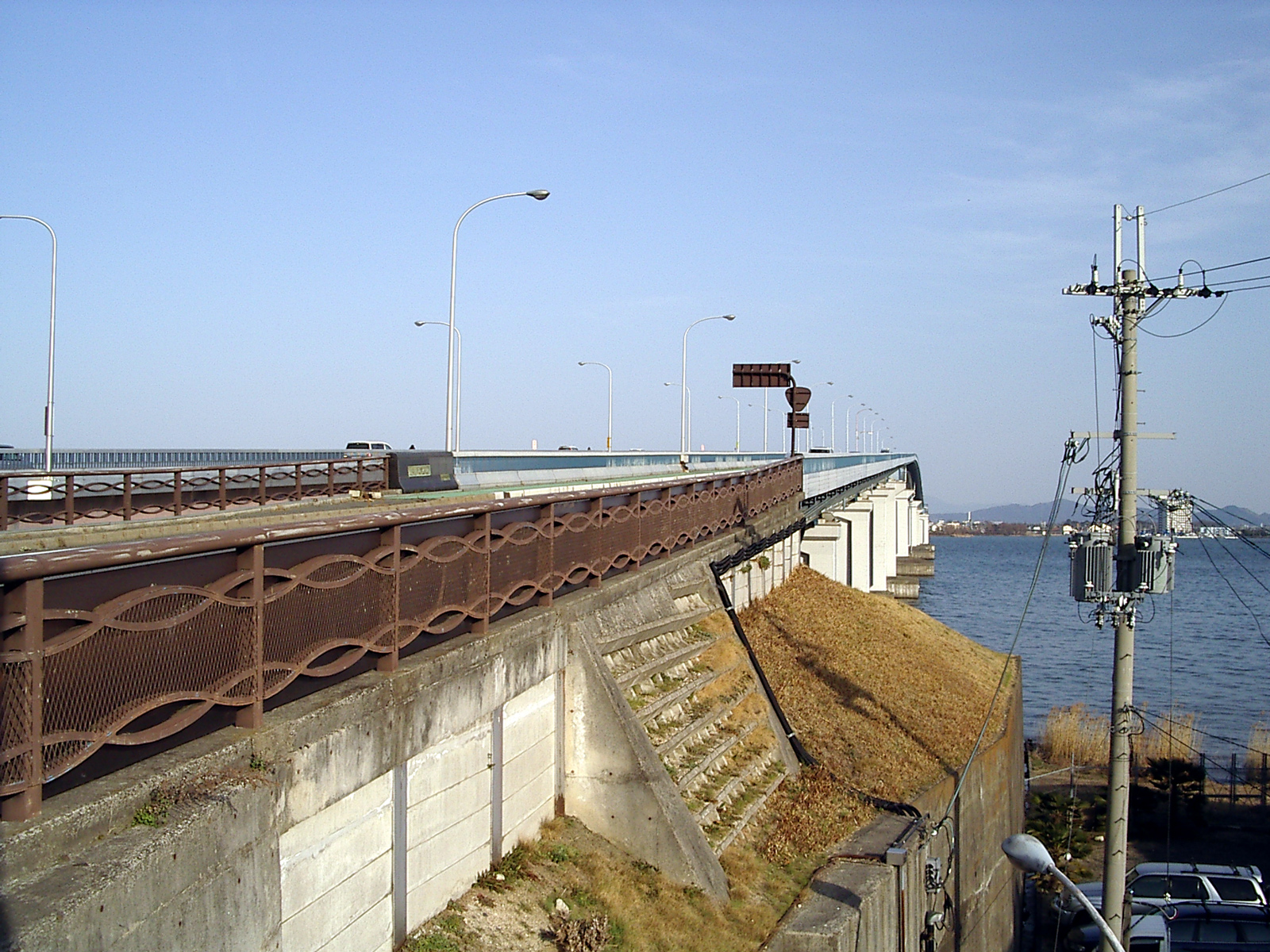
大津市側（西から）
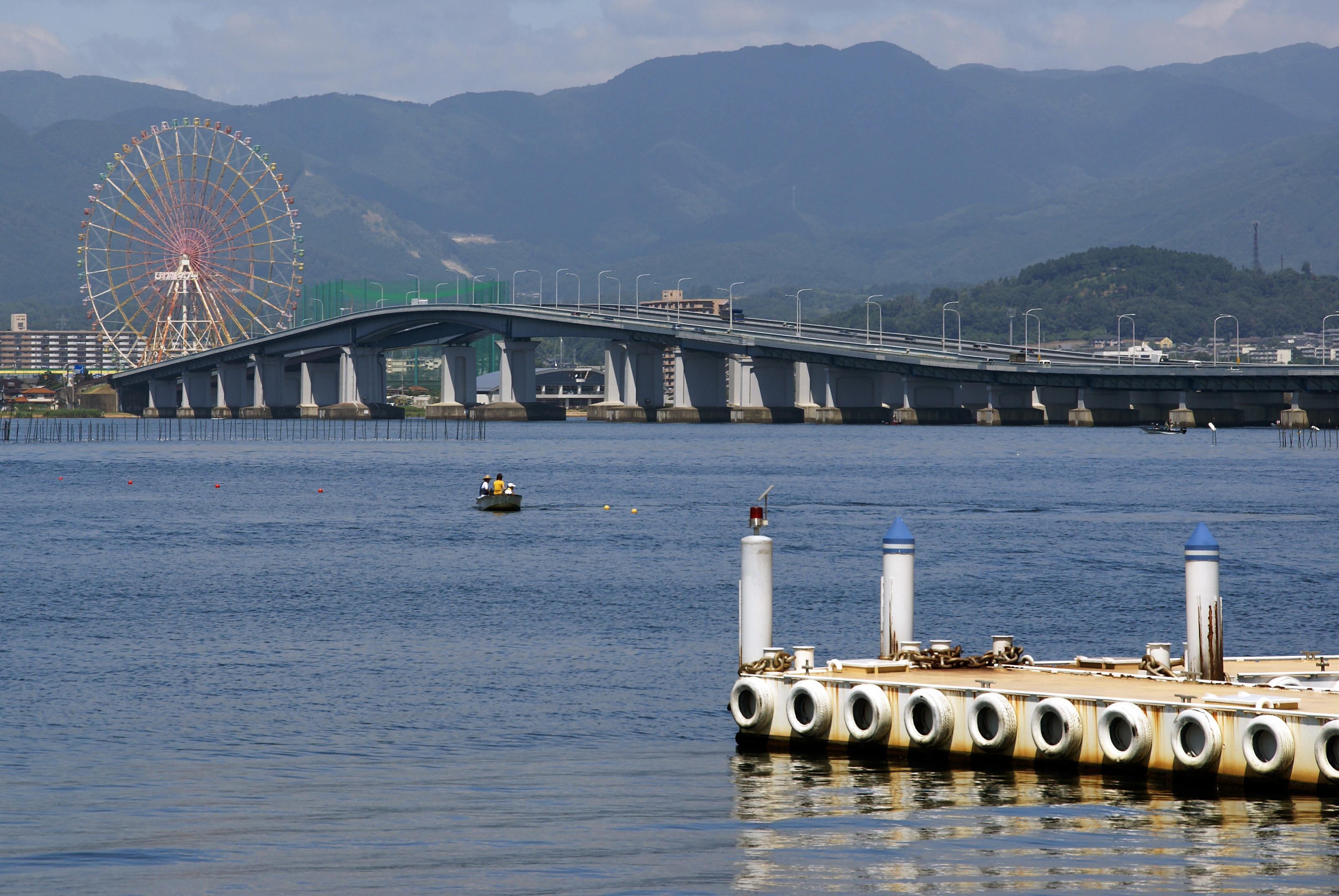
守山市側の遠望
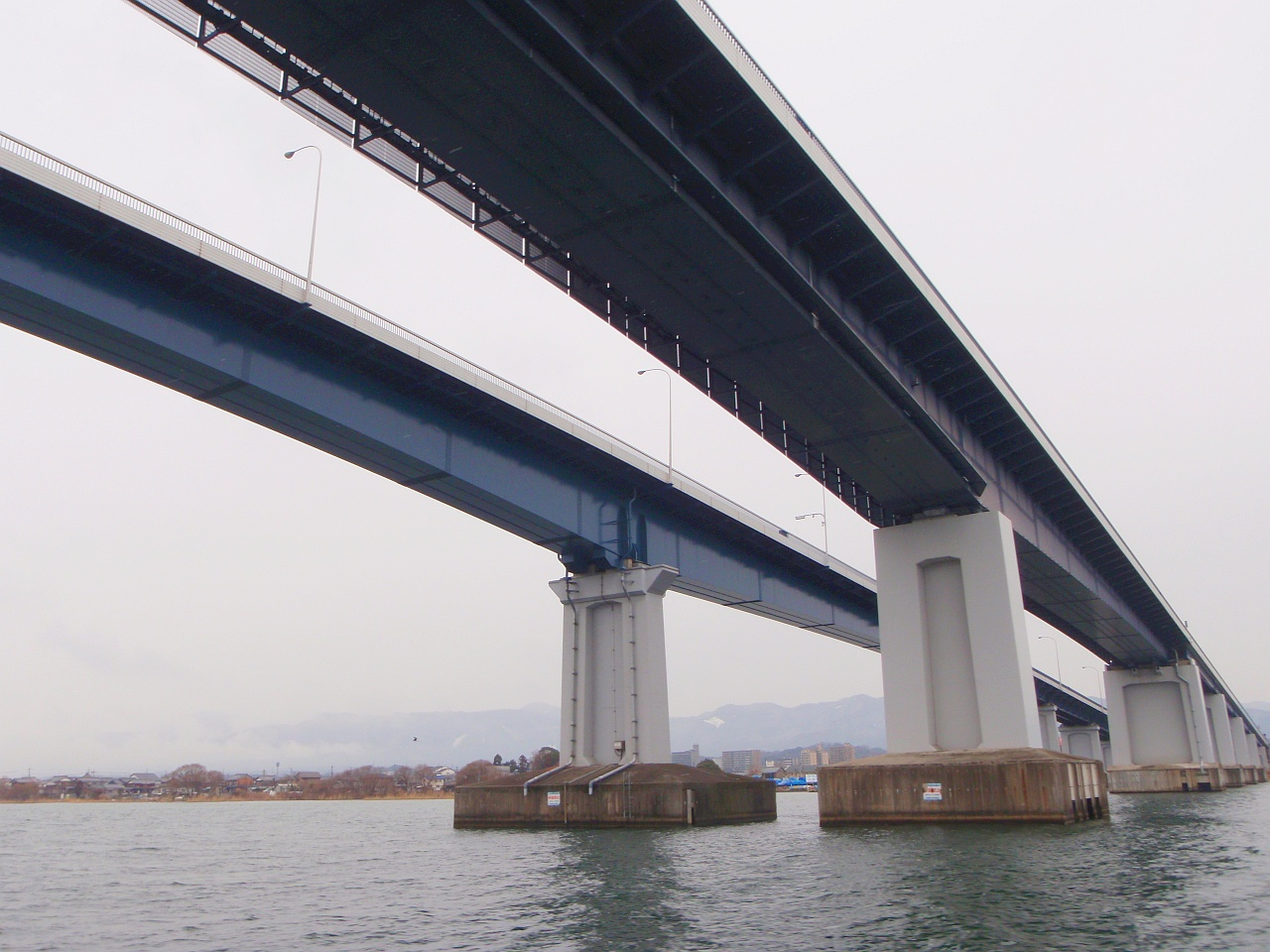
下部から見る（琵琶湖上より撮影）
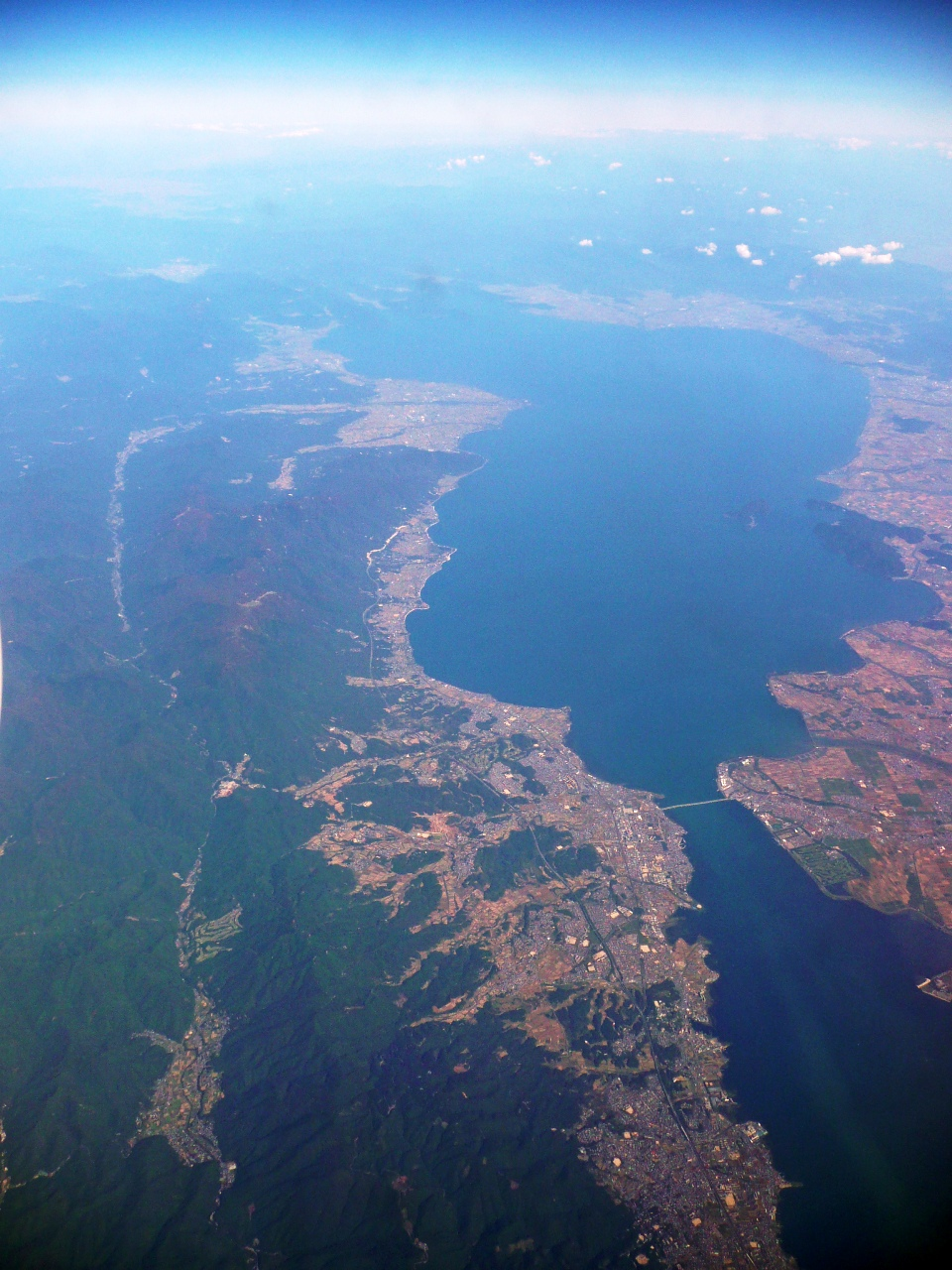
琵琶湖大橋の位置（画像中央右下の湖面の白線部分）

## 周辺

### 橋西側（堅田側）
- JR湖西線堅田駅
- 道の駅びわ湖大橋米プラザ
- 満月寺浮御堂
- 琵琶湖西縦貫道路（湖西道路） 真野インターチェンジ
- スーパーセンターイズミヤ堅田店
- びわ湖タワー跡地

### 橋東側（守山側）
- 琵琶湖大橋ゴルフコース
- ピエリ守山
- 佐川美術館
- 佐川急便守山陸上競技場
- 滋賀県運転免許センター